# Joël Tchami
Joël Tchami (* 25. März 1982 in Bafang, Kamerun) ist ein kamerunischer ehemaliger Fußballspieler.

## Spielerkarriere
Joël Tchami begann mit dem Fußballspielen im Nachwuchs von Unisport Bafang, bevor er 1998 auf Anregen seines Bruders Alphonse in den Nachwuchs von Hertha BSC wechselte, wo dieser zu jenem Zeitpunkt in der ersten Mannschaft unter Vertrag stand. Nachdem Joël Tchami nach der B- und A-Jugend zunächst ab 2000 bei den Hertha-Amateuren zum Einsatz gekommen war, debütierte er am 25. September 2001 im Erstrunden-Rückspiel des UEFA-Pokals gegen KVC Westerlo. Sein Bundesligadebüt gab Tchami knapp vier Wochen später bei der 0:4-Niederlage beim Hamburger SV. Anschließend konnte er sich jedoch bei den Profis nicht mehr in Szene setzen und kam lediglich in der zweiten Mannschaft zum Einsatz.
Im Sommer 2004 wechselte er daraufhin in die Ligue 2 zu Stade Laval. Dort bestritt er zehn Partien, wobei ihm zwei Treffer gelangen. Nach einer Saison ging Tchami nach Israel zu Hapoel Kfar Saba. Jedoch konnte er sich dort nicht durchsetzen und kam auf lediglich zwei Partien, woraufhin er in der Winterpause nach Dänemark zum AC Horsens wechselte. Doch auch dort kam er in anderthalb Jahren nicht über die Rolle des Ergänzungsspielers hinaus. 2007 unterschrieb Tchami einen Vertrag beim iranischen Klub Pegah Gilan. Dort gelang ihm in vierzehn Einsätzen erneut kein Treffer. In den folgenden Jahren spielte Joël Tchami Al-Ansar (Libanon), in den Emiraten und Kuwait, bei Dunajska Streda in der Slowakei, in Ungarn, China, Frankreich und Malaysia. Er konnte sich nirgendwo dauerhaft durchsetzen.

## Privates
Joël Tchamis Brüder Alphonse, Bertrand und Hervé sind beziehungsweise waren ebenfalls Fußballprofis.